# 蛇口

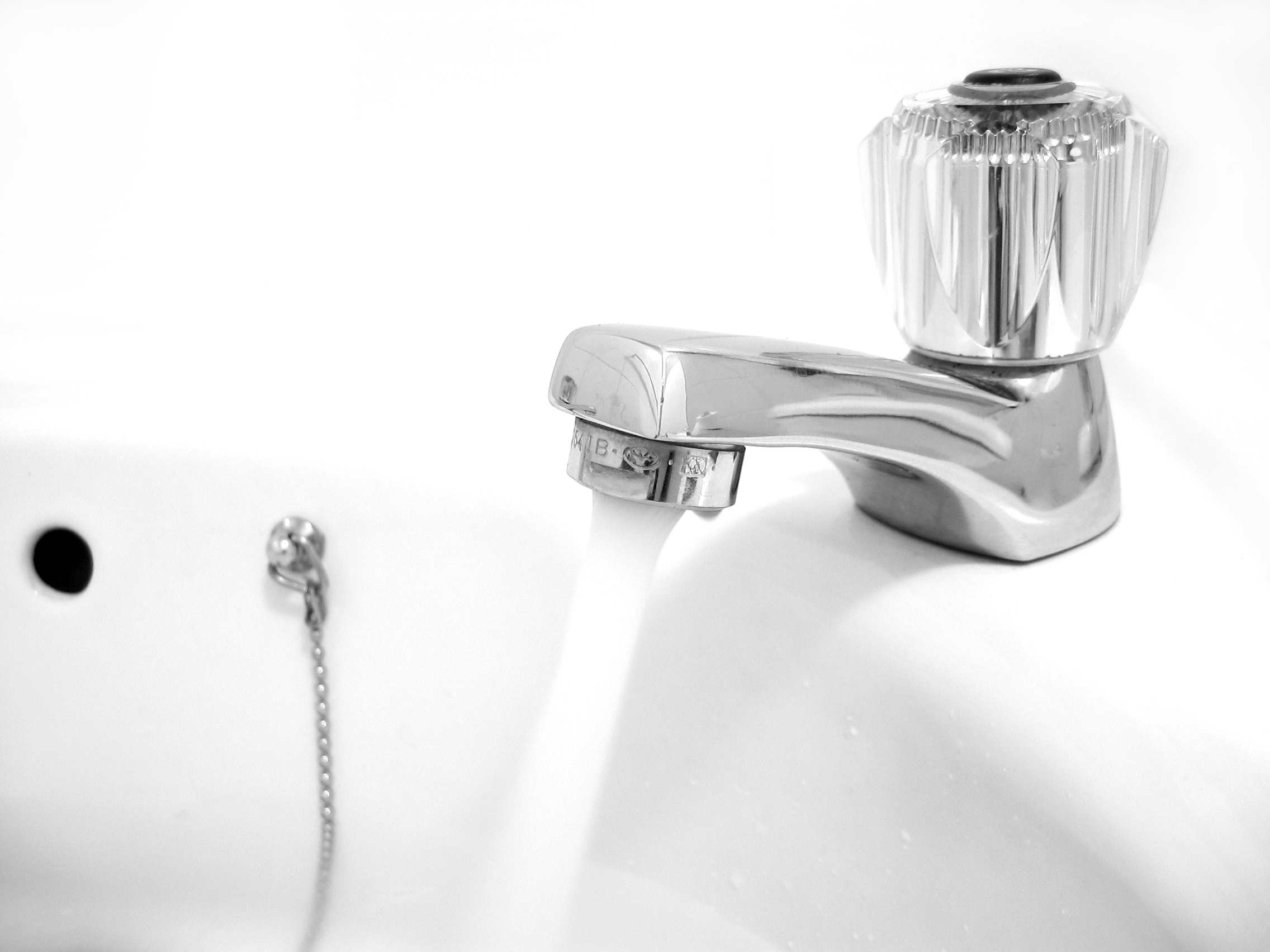
洗面所の蛇口

単水栓の断面図

蛇口（じゃぐち）は、水道水などの液体を運ぶ管の出口部分、あるいはその部分の器具のこと。液体の流れの開閉や流量を調整する栓（バルブ）がついている。水用のものは水栓、もしくはカランともいう。

## 概要
もっとも一般的なものは上水道用のものであり、室内では洗面所、台所、浴室、に設置されている。これらの場所の場合、温水用の蛇口も併設されている場合があり、さらに口がまとめられ水と温水を混合できるものもあり混合水栓と呼ばれる。屋外では庭、公園など水を必要とする各所で見ることができる。管口内側には整流板が取り付けてあり飛散を防いでいる。
栓はつまみや、レバーを人手で操作するのが一般的である。レバー方式（シングル湯水混合水栓）は従前、上げ止め式、下げ止め式の両方があり、阪神・淡路大震災時、落下物で貴重な水を流出させてしまった経験から下げ止め式レバーが主流となったという説があるが、実際の理由は欧米で「下げ止め式」が圧倒的に普及していることに合わせたためである。赤外線センサーにより手を差し出すことで自動的に開栓するものも普及しつつある。
施工時には、クロスコネクションによる汚染防止のため、洗面台のあふれ縁から吐水口空間を設けて取り付けることとなっている。

## 語源

### 蛇口

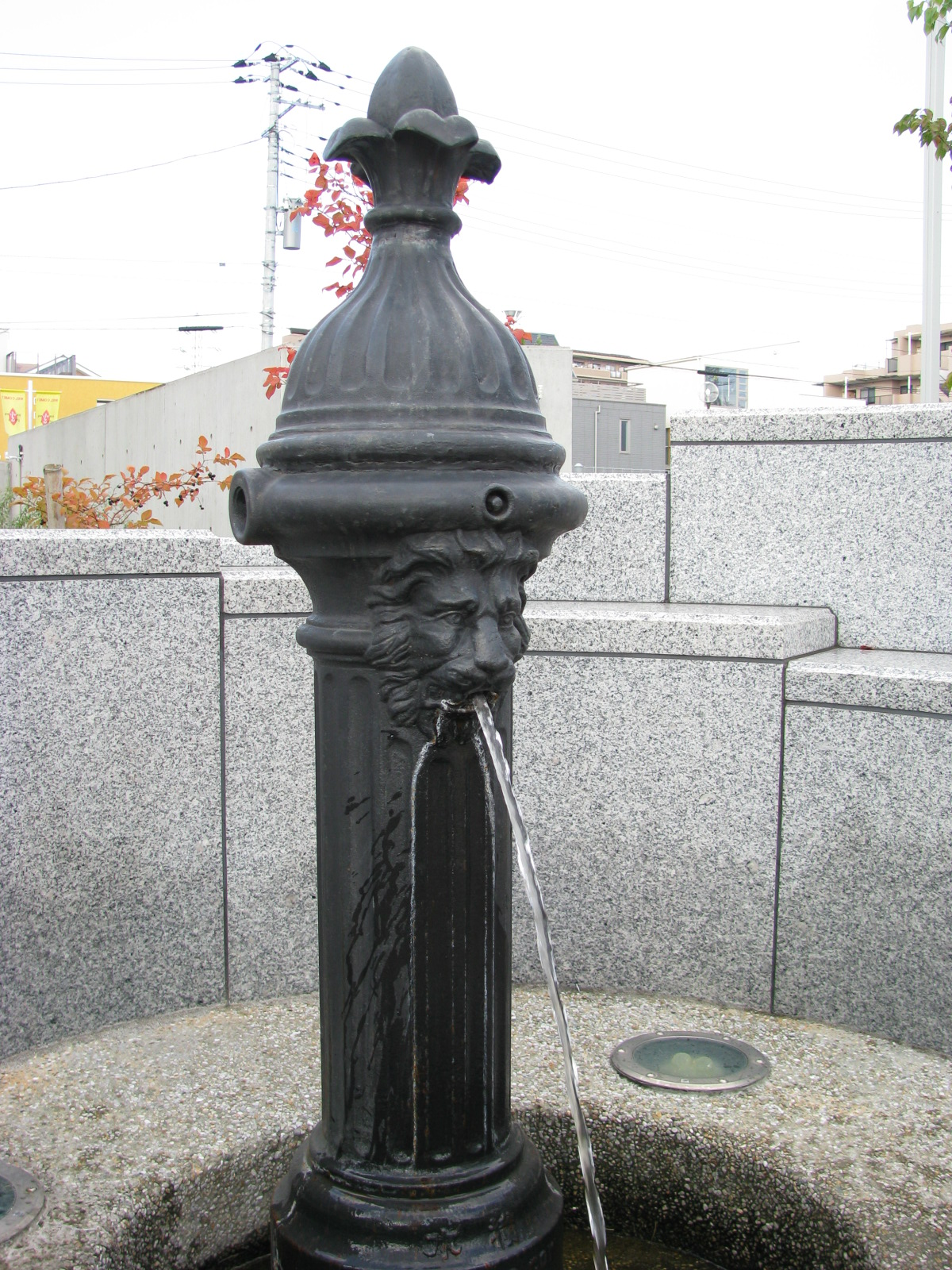
獅子の頭部を水栓とした例

「蛇口」の語源は、日本の近代水道初期に道路脇の共用栓（公共水飲み場用の水栓）のデザインで、生物としての蛇を用いたことに由来する。
1887年（明治20年）に横浜から日本の近代水道が始まったが、当時はイギリスから輸入した共用栓に欧州の水の神である獅子の頭部が採用されており、日本製の共用栓を製作する時には龍を用い、一時期は「龍頭（竜頭 りゅうず）」と呼ばれたが、その後、その名称は空想上の動物である龍の元となった蛇にちなみ、「蛇体鉄柱式共用栓」と呼ばれた。
やがて専用栓が作られ、この共用栓の名称から「蛇口」と呼ばれるようになった。

### カラン
「カラン」の語源はオランダ語で「鶴」を意味するkraanから来ており、銭湯などでこの表記が用いられることが多い。

## 種類

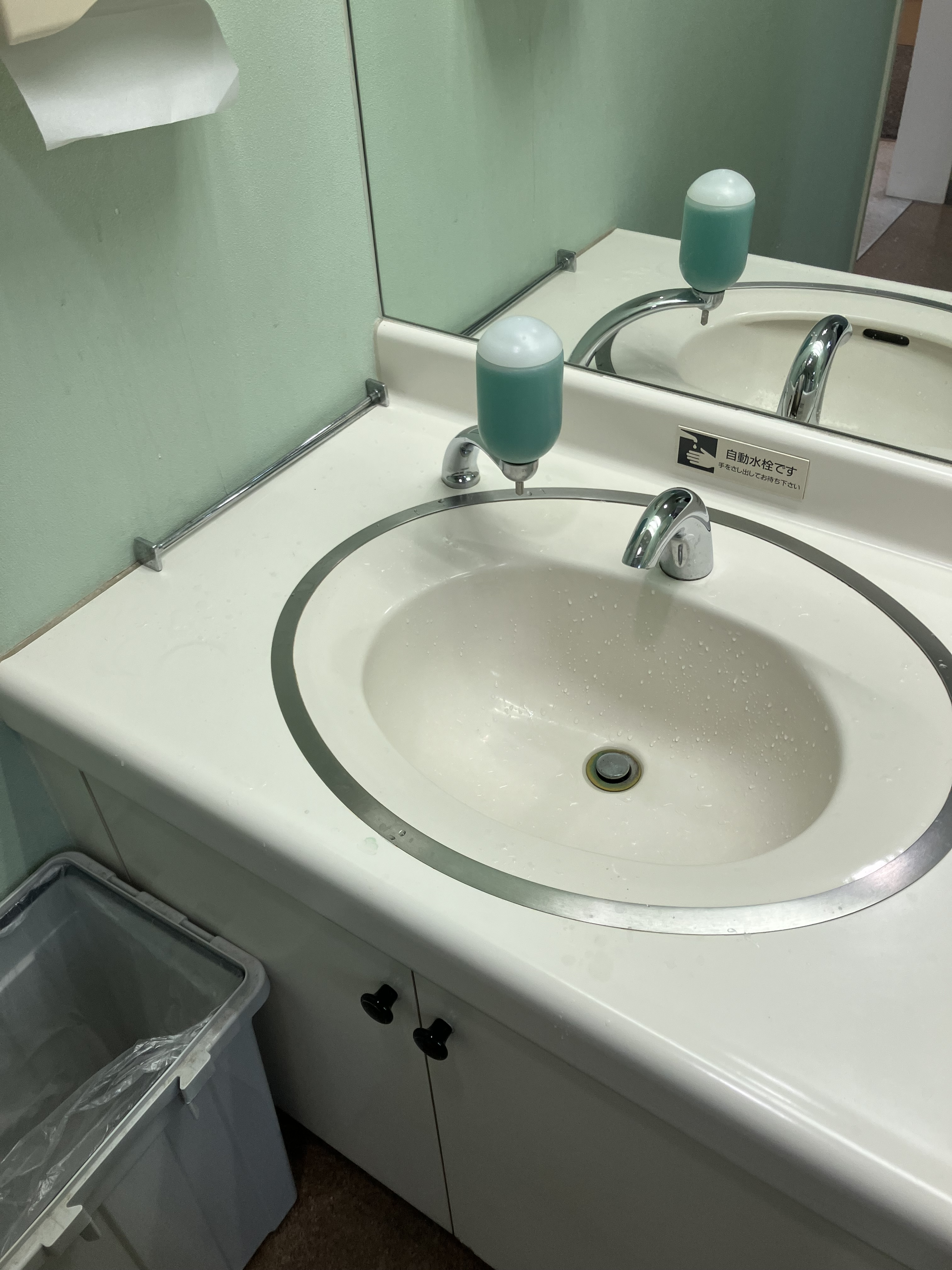
センサー付きの蛇口 手を近づけると自動的に水が流れる。
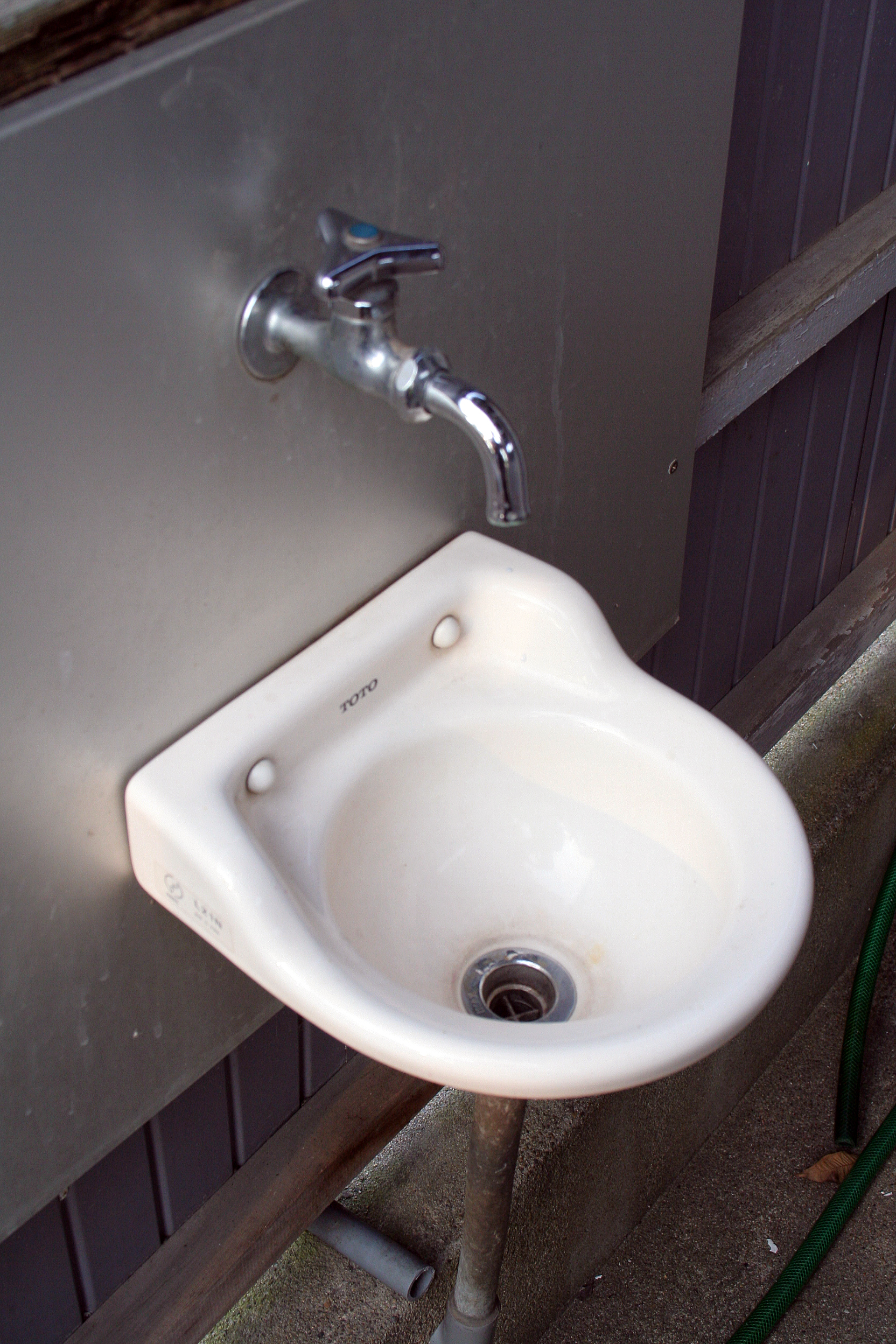
万能ホーム水栓 吐出部が回転する。上に向けると飲水に便利。
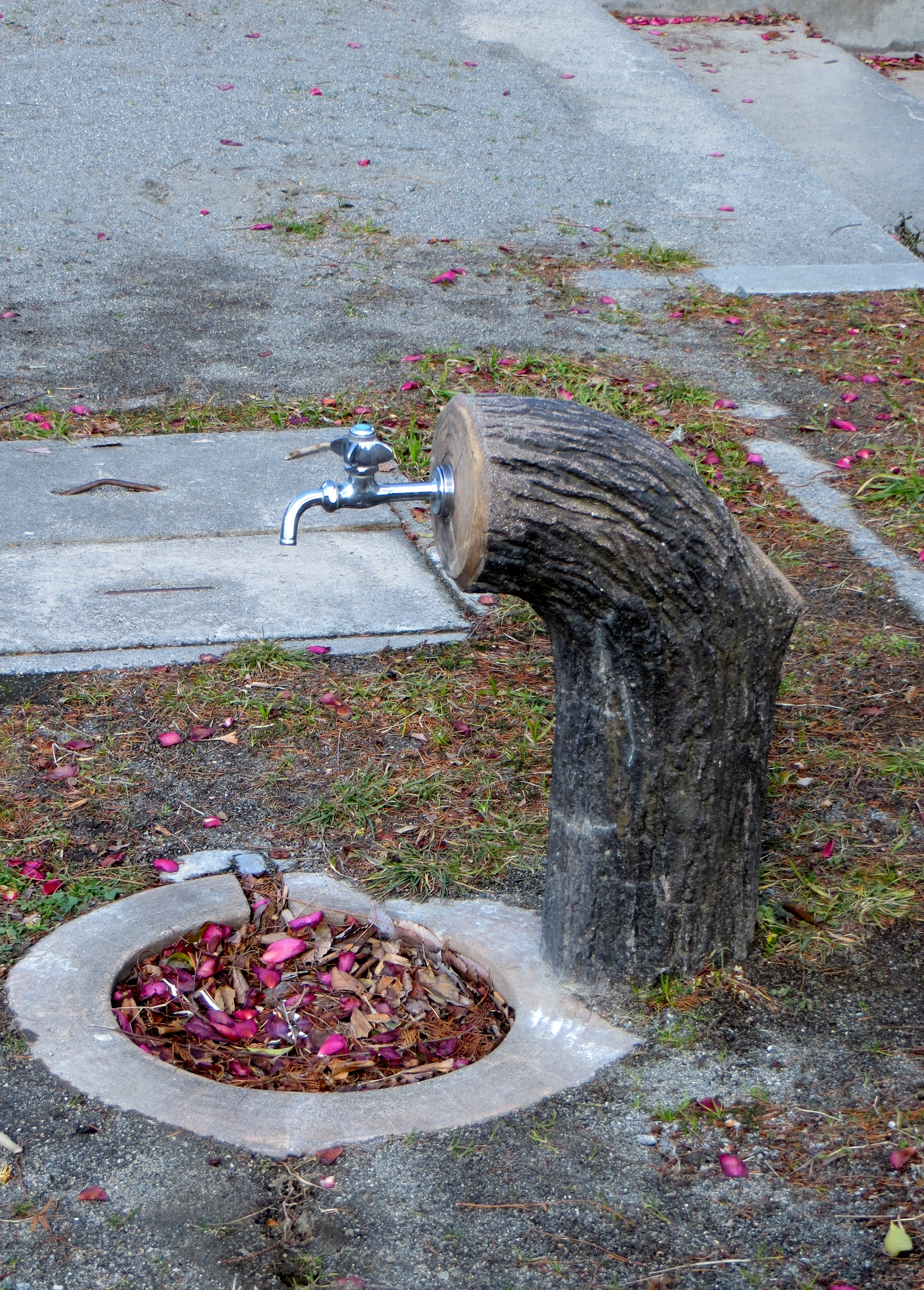
自閉ホーム水栓 ハンドルをひねると水が出、手を離すと止まる水栓。
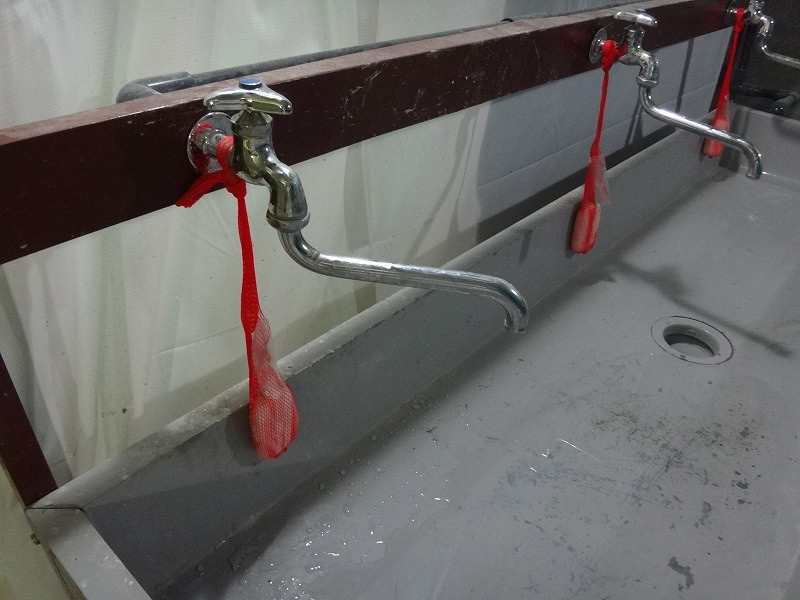
自在水栓 吐出部が長く、左右に振ることができる。
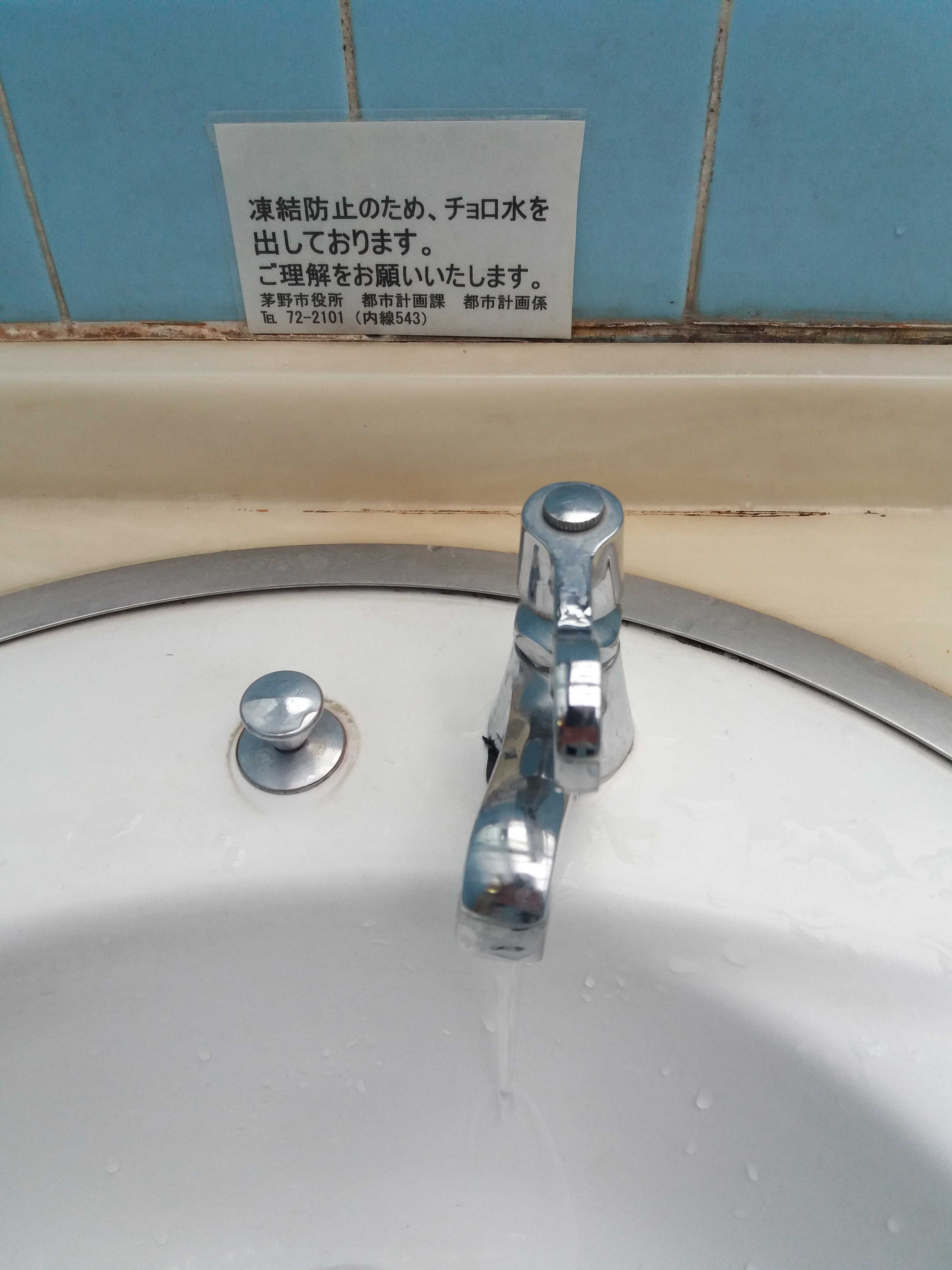
立水栓 洗面台に立ち上がった形状の水栓。
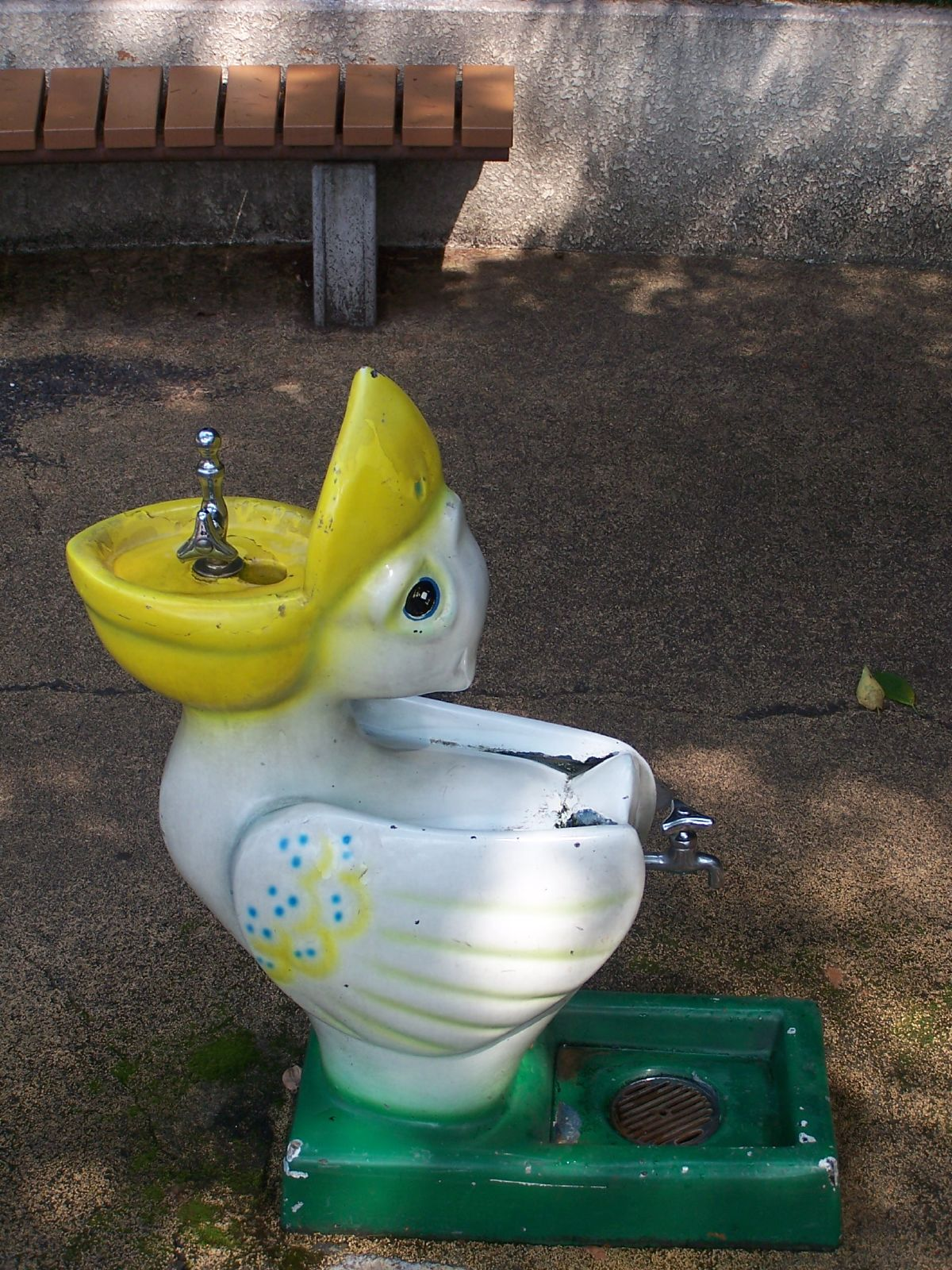
立水のみ 真上に水が出る、飲水に適した水栓。
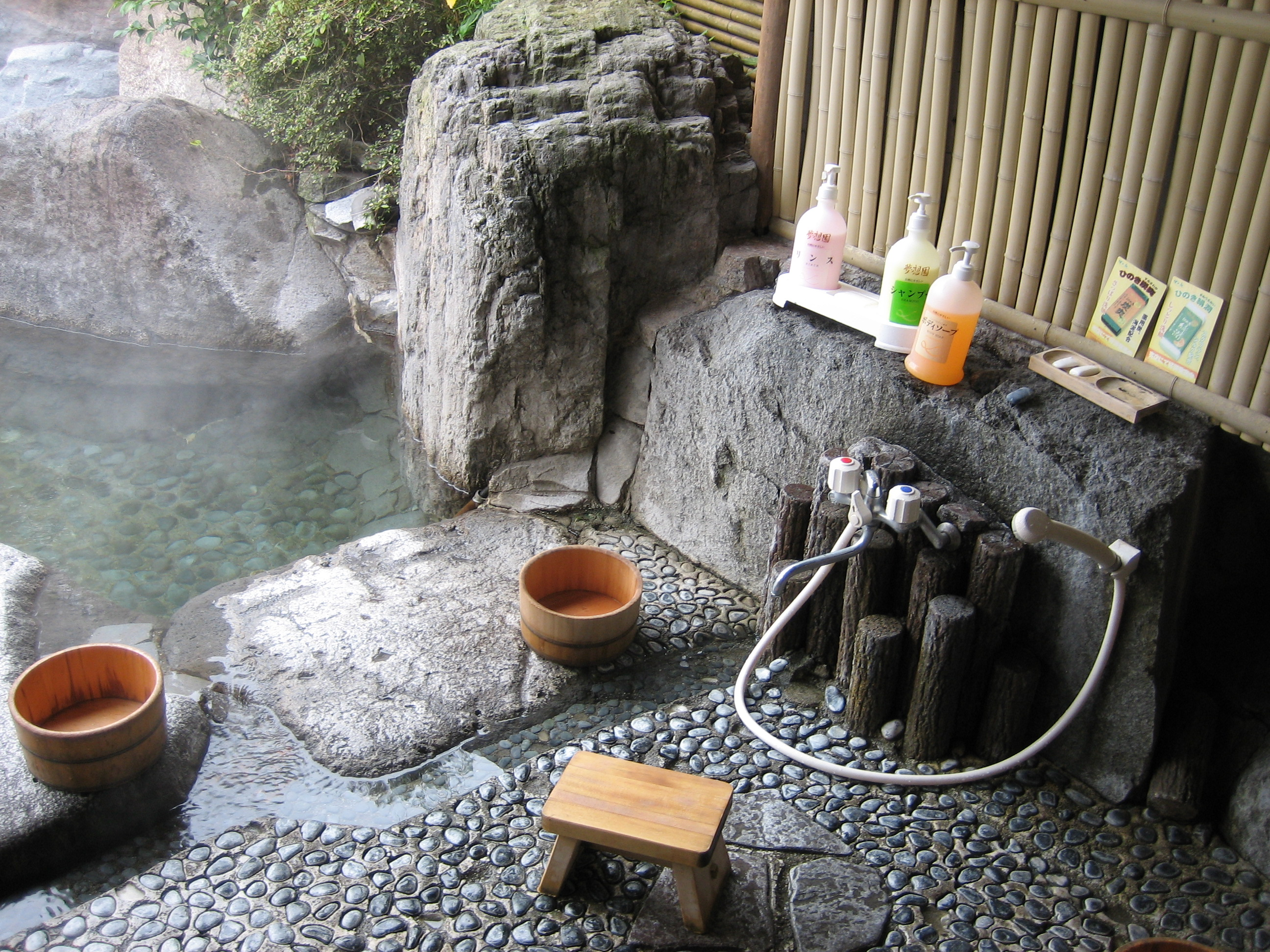
2ハンドル混合栓 適温の水が出るよう湯水の量を各ハンドルで調整する。
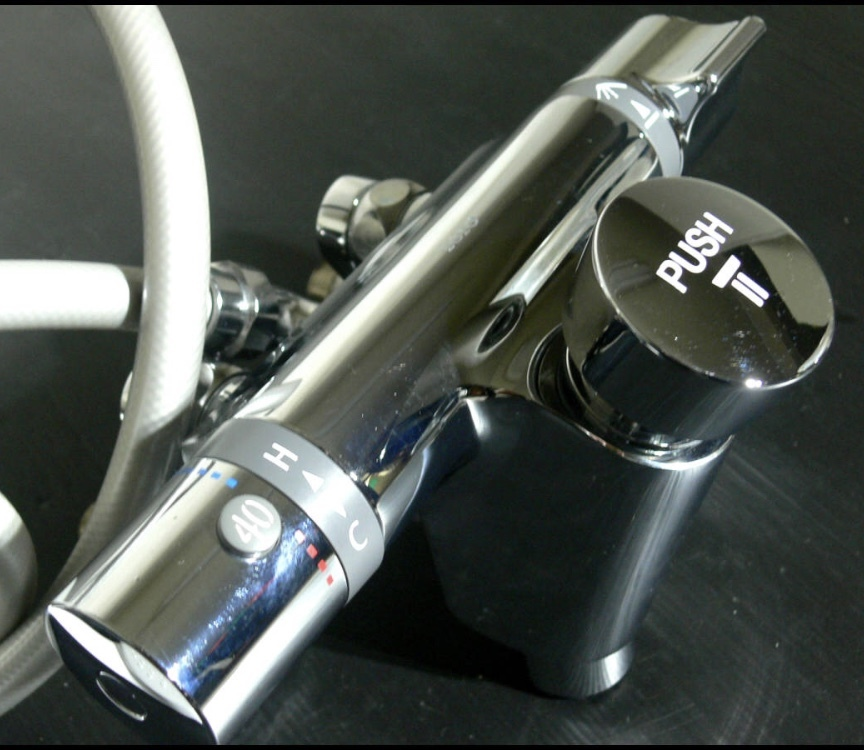
サーモスタット混合栓 指定した温度になるよう湯水の量を自動調整する。
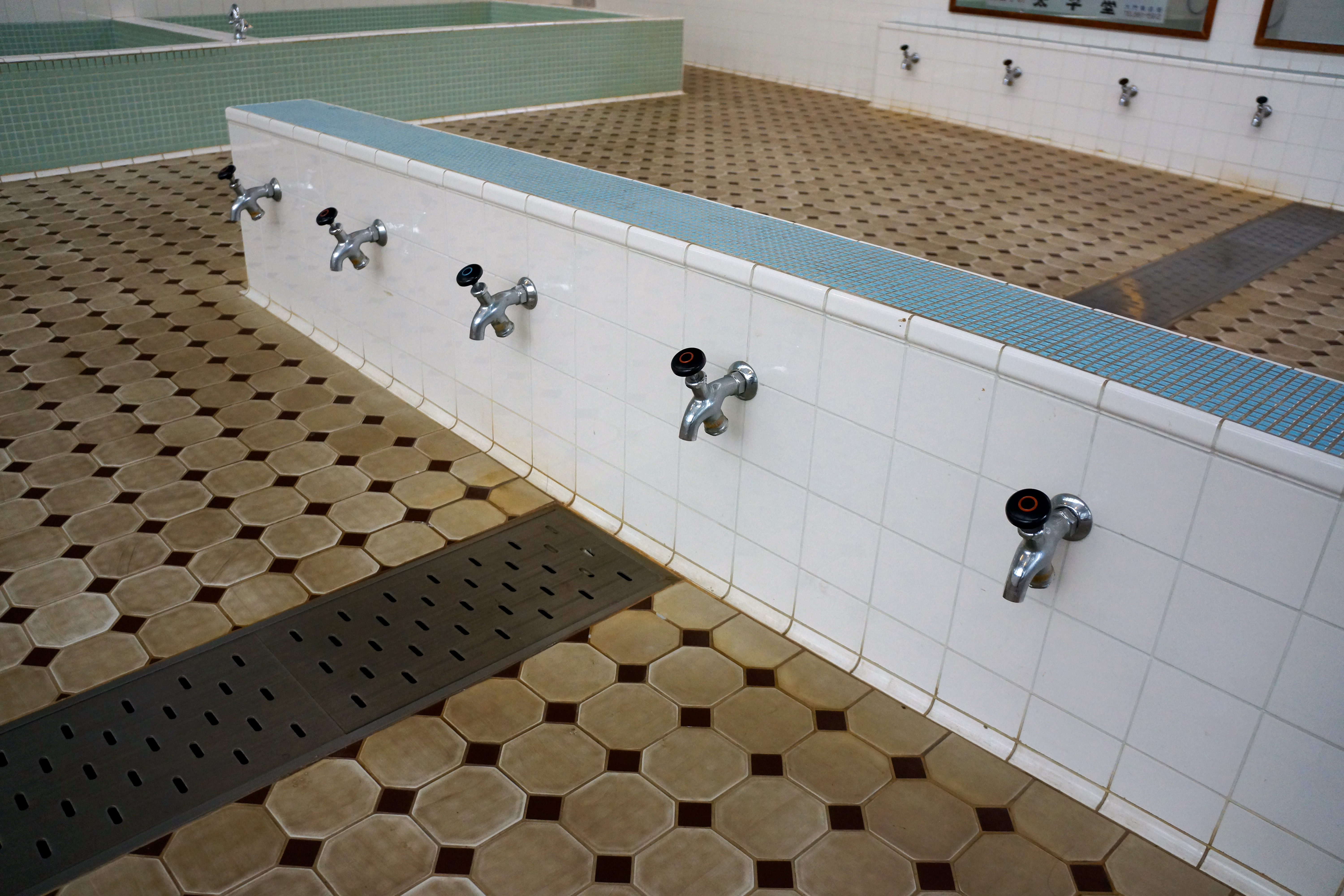
湯屋カラン 入浴施設用。
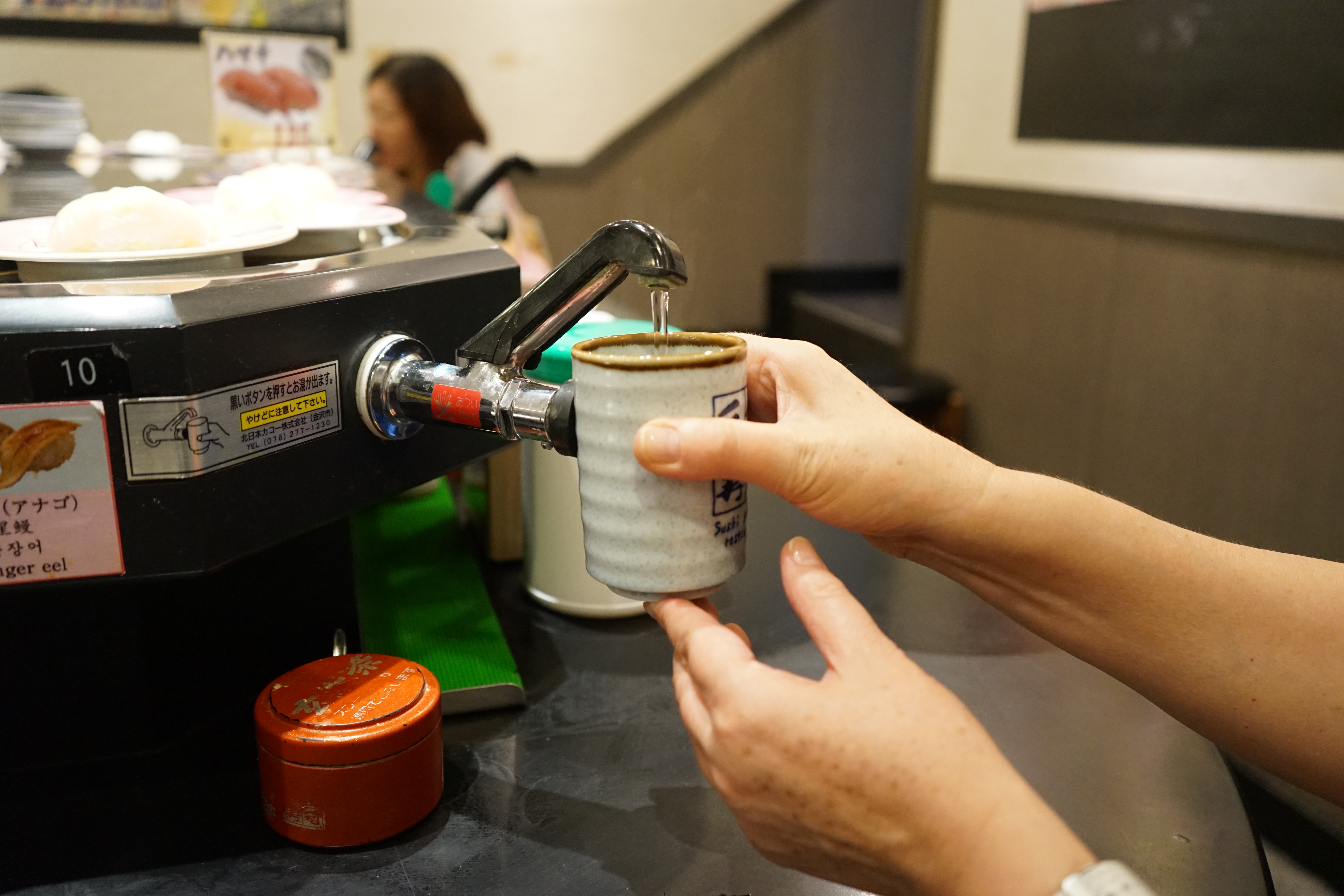
湯飲みを押しつけると熱湯が出る。